# Efficacité énergétique des communications 5G
L'efficacité énergétique des communications 5G est devenue une préoccupation majeure dans l'évolution des communications radio, dans un contexte où l'impact environnemental du numérique devient plus important. Du côté des opérateurs, l'utilisation de la technologie Massive MIMO, une nouvelle organisation d'accès au réseau mobile ainsi qu'une concentration des équipements vont permettre une meilleure efficacité énergétique. Du côté des utilisateurs, des technologies sont déployables, tel le mode veille permettant d'économiser la batteries et les communications directes entre terminaux.
Suivre l'évolution des technologies de la 1G à la 4G permettra de comprendre l'évolution et les priorités de chaque évolution technologique.

## Contexte
Selon l'association française The Shift Project, le numérique était responsable de 3,7 % des émissions de gaz à effet de serre mondiales en 2018 (contre 2,5 % en 2013). C'est plus que le trafic aérien. En outre, l'empreinte énergétique du numérique est en croissance de 9 % par an. En outre, comme le souligne Frédéric Bordage, expert en GreenIT, l'impact environnemental du numérique ne se limite pas à la consommation d'électricité, mais il inclut aussi l'épuisement des ressources abiotiques (minerais). Il est donc nécessaire d'adopter une posture de sobriété numérique.

## Définition
Il n’existe pas de définition universelle de l’efficacité énergétique. Généralement, elle consiste à utiliser moins d'énergie pour produire le même service ou le même rendement utile (Patterson, 1996), mais qui physiquement tend à atteindre ses limites selon le principe de Landauer. D'un point de vue macroscopique, de simultanéité, par exemple une voiture qui fait du covoiturage aura une meilleure efficacité énergétique qu'une voiture avec seulement le conducteur.
On utilise des indicateurs d’efficacité énergétique pour estimer l’importance des améliorations apportées à l’efficacité énergétique pour réduire la consommation d’énergie.
La définition de l'efficacité énergétique courante est le rapport entre l'efficacité spectrale (en utilisation bit/canal[pas clair]) et la puissance émise (en utilisation Joule/canal).
- EE Réseau : définie comme la quantité de bits d’information transmis ou reçus par les utilisateurs par unité de consommation d’énergie RAN en bit/Joule ;
- EE Terminal : définie comme la quantité de bits d'information par unité de consommation d'énergie du module de communication en bit/Joule.

Dans le domaine des communications mobiles, plusieurs facteurs sont à prendre en compte : 
- l'énergie coûte cher aux opérateurs et aux utilisateurs et sa production a des effets sur l'environnement ;
- la capacité de la batterie n'augmente que d'un facteur 1,5 par décennie (ou de 4 % par an) ;
- le trafic mobile augmente de manière exponentielle et la consommation d'énergie doit être adaptée à la charge de trafic.

## Optimisation de l'infrastructure en 5G

### Antennes et stations de base

#### Technologie Massive MIMO

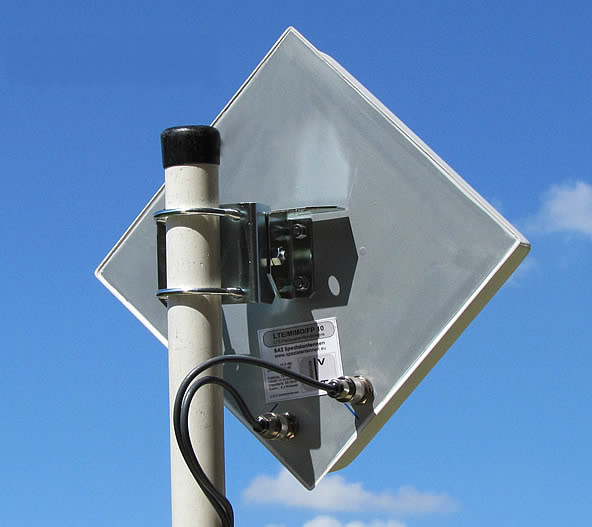
Antenne pour technologie LTE MIMO avec deux ports d’antennes intérieures déportées.

Pour la 5G, plusieurs recherches ont été faites pour augmenter le débit fourni, mais également pour réduire l’impact sur l’environnement.
Tout d’abord le côté financier qui permet d’estimer les dépenses d’installation par rapport au débit fourni, mais aussi l’optimisation de la consommation d’énergie et de l’efficacité énergétique pour la transmission de données. La consommation électrique de chaque antenne peut être réduite par l’augmentation du nombre d’antennes.
C’est là qu’intervient la technologie Massive MIMO.
L’idée de massive MIMO consiste à densifier le nombre d’antennes déployées. En massive MIMO, les réseaux conventionnels avec seulement quelques antennes alimentées par du matériel volumineux et coûteux sont remplacés par des centaines de petites antennes alimentées par des amplificateurs et des circuits peu coûteux.
La densification des antennes présente deux avantages principaux :
- Une excellente efficacité spectrale, obtenue par multiplexage spatial de nombreux terminaux dans la même ressource temps-fréquence. Un multiplexage efficace exige que les canaux de différents terminaux soient suffisamment différents, ce qui s’est avéré réaliste, théoriquement et expérimentalement, dans divers environnements de propagation. Plus précisément, il est connu que Massive MIMO fonctionne aussi bien en visibilité directe qu’en diffusion dense[10].
- Une efficacité énergétique supérieure, grâce au gain de réseau, qui permet une réduction de la puissance rayonnée. De plus, la capacité à obtenir d’excellentes performances tout en utilisant des signaux de faible niveaux et un traitement linéaire permet en outre des économies considérables.

Jusqu’à récemment, la puissance de calcul des stations de base était ignorée ou simplement fixée comme une petite constante de l’énergie consommée. Avec la 5G et la technologie Massive MIMO, il a été constaté par des simulations que la puissance de calcul des stations de base augmente à mesure que le nombre d’antennes augmente et que la largeur de bande augmente. Par rapport à la puissance de transmission, la puissance de calcul jouera un rôle plus important dans l’optimisation de l’efficacité énergétique des réseaux à petite cellule 5G. L’optimisation de l’efficacité énergétique des réseaux de petites cellules 5G devrait prendre en compte simultanément calcul et puissance de transmission. Malgré l’augmentation du nombre d’antennes, les stations de base de la 5G seront moins énergivores qu’en 4G selon Emil Björnson. En effet la technologie Massive MIMO grâce au multiplexage spatial, va permettre de servir beaucoup plus d’utilisateurs en même temps et sur les mêmes fréquences. E. Björson déclare : «  Si vous multiplexez spatialement 10 utilisateurs et que vous devez dépenser deux fois plus d’énergie pour le faire, vous aurez toujours une efficacité énergétique cinq fois plus grande  » .

#### Mode veille des stations de base
L'efficacité énergétique avec de multiples stations de base et des petites cellules pourraient entraîner une augmentation de la consommation d'énergie en raison des cellules supplémentaires déployées. Néanmoins, en introduisant le mode veille dans les stations de base, les réseaux cellulaires peuvent désormais surpasser les homologues classiques constitués uniquement de macrocellules du point de vue de l'efficacité énergétique. Pendant les heures de pointe, il est possible de déployer des cellules plus petites et plus efficaces sur le plan énergétique, en remplaçant certaines des macrocellules du réseau constitué uniquement de macrocellules. Ensuite, ces petites cellules sont mises en veille pendant les heures de faible trafic lorsque les macrocellules restantes sont capables de maintenir le débit et la couverture.
Plusieurs niveaux de veille sont décrits pour les stations de base. En effet, une station de base ne peut être complètement désactivée car elle doit écouter pour identifier le moment où elle doit se réactiver. On distingue 4 niveaux de veille, :
- Le premier est le mode actif, la station de base est pleinement opérationnelle et consomme son maximum d'énergie ;
- Le second niveau est : station de base prête, elle est en attente et peut se réactiver rapidement ;
- Ensuite vient le niveau "en sommeil". Dans ce mode, seuls l'alimentation électrique et quelques composant fonctionnent. Le temps de réveil est plus long ;
- Et enfin le mode éteint. La petite cellule est hors ligne mais consomme quand même une certaine quantité d'énergie pour être activée. Cependant, la consommation électrique est négligeable et estimée à zéro.

| Mode veille            | Consommation énergétique |
| ---------------------- | ------------------------ |
| Station de base active | 100%                     |
| Station prête          | 50%                      |
| Station en sommeil     | 15%                      |
| Station "éteinte"      | 0%                       |

Deux approches reviennent pour définir à quel moment la station de base doit être active ou inactive : 
une approche aléatoire et une approche stratégique.
L'approche aléatoire consiste à donner, indépendamment de chaque station de base, une probabilité de chaque niveau de veille possible.
L'approche stratégique consiste à prendre en compte la charge du trafic. L’objectif de la veille stratégique est de maximiser l’utilisation des stations de base pour servir les utilisateurs actifs.
Des améliorations sont constatées, d'environ 30% d'efficacité énergétique avec une politique de veille aléatoire, cette étude indique que l'efficacité énergétique instantanée peut encore être améliorée de 15% avec une politique de veille stratégique.

#### Architecture des points d'accès
L'architecture des points d'accès va évoluer avec la 5G. Cette dernière sera formée de petites cellules comportant des stations de base miniatures nécessitant un minimum d'énergie. Contrairement aux technologies actuelles, ces mini stations de base seront déployées tous les 250 mètres environ. Cette structure de réseau radicalement différente devrait permettre une utilisation plus ciblée et plus efficace du spectre. Avoir plus de stations signifie que les fréquences qu'une station utilise pour se connecter à des appareils situés dans une zone donnée peuvent être réutilisées par une autre station située dans une zone différente pour desservir un autre client. Il y a cependant un problème: le grand nombre de petites cellules nécessaires à la construction d'un réseau 5G peut rendre difficile l'installation dans les zones rurales.
Les stations de base 4G actuelles disposent d’une douzaine de ports pour les antennes qui gèrent tout le trafic cellulaire: huit pour les émetteurs et quatre pour les récepteurs. Mais les stations de base 5G peuvent prendre en charge une centaine de ports, ce qui signifie que de nombreuses autres antennes peuvent tenir sur un même réseau. Cette capacité signifie qu'une station de base peut envoyer et recevoir des signaux de beaucoup plus d'utilisateurs à la fois, augmentant ainsi la capacité des réseaux mobiles.
Attention toutefois, cette multiplication des antennes peut causer de nombreuses interférences, c'est pour cela que cette architecture doit comprendre la technologie beamforming.
Beamforming est un système de signalisation du trafic pour les stations de base cellulaires qui identifie la route de transmission de données la plus efficace pour un utilisateur particulier et réduit les interférences pour les utilisateurs à proximité.
L'organisation en petites cellules consiste à définir des stations de base de faible puissance et de faible coût qui peuvent être déployées de manière dense pour fournir des débits élevés. Cela réduit la distance entre l'utilisateur et la station de base, ce qui réduit également la puissance de transmission, améliorant ainsi l'efficacité énergétique des communications en liaison montante et en liaison descendante.
Une étude a montré que selon le scénario de déploiement d'antennes utilisé, l'efficacité énergétique de Massive MIMO pouvait différer.
En effet, plus les antennes sont réparties plus l'efficacité spectrale est importante mais pas forcément l'efficacité énergétique.
Il est intéressant de voir que l'augmentation d'antennes a pour effet d'augmenter simultanément l'efficacité énergétique et l'efficacité spectrale. Cela s’explique par le fait qu’avec le nombre croissant de cellules sur la même zone, le nombre total d’utilisateurs desservis augmente, ce qui entraîne à son tour une augmentation de la puissance de calcul.

### Les équipements réseau

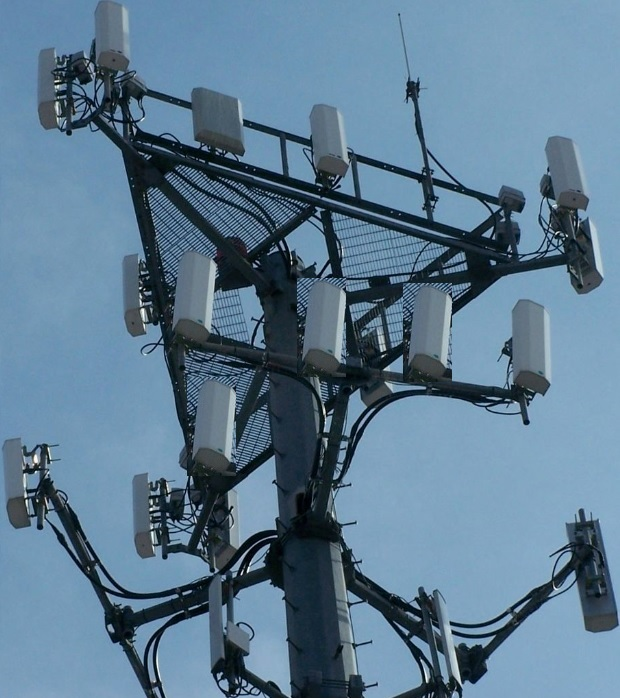
Tour d’antennes mobile 5G

La couche physique des communications sans fil (modulation, codage, réseaux d’accès aux canaux, etc.) consomme plus de puissance par rapport à un accès fixe en raison de graves dégradations du signal des canaux radio mobiles. La communication entre la station d’accès réseau et l’utilisateur mobile nécessite des frais généraux de transfert de données qui augmentent le rapport watt/Gbit/s requis. Pour cette raison l’impact de la couche physique sur la consommation d’énergie des réseaux sans fil est étudié.
Les caractéristiques de la couche physique sont un facteur important de consommation d’énergie du réseau et dépendent de la charge de trafic et de l’environnement de chaque scénario à prendre en compte lors du déploiement du système. Les techniques de modulation et de codage adaptatifs sont importantes.
Les solutions matérielles à haut rendement énergétique font référence à une vaste catégorie de stratégies comprenant la conception écologique de la chaîne RF, l’utilisation de structures simplifiées d’émetteur/récepteur et une nouvelle conception architecturale du réseau basée sur une mise en œuvre nuagique de l’accès radio, réseau RAN, et sur l’utilisation de la virtualisation des fonctions réseau.
Une attention particulière a été accordée à la conception écoénergétique des amplificateurs de puissance, à la fois par la conception de circuits directs et par des techniques de conception de signaux visant à réduire le rapport de puissance de crête à moyenne.
Des structures de formation de faisceaux hybrides analogiques et numériques ont été proposées comme une approche viable pour réduire la complexité, et plus particulièrement, la consommation d’énergie. Le pré-codage hybride basé sur SIC est presque optimal. Il présente une efficacité énergétique supérieure à celle du pré codage spatialement clairsemé et du pré codage entièrement numérique.
De plus, pour une amplification plus efficace du signal, le suivi d’encapsulation a permis de réduire de manière critique la consommation d’énergie de ces équipements. En outre, la technologie multi-porteuse peut améliorer l’efficacité énergétique en diminuant la puissance requise par utilisateur.
Les systèmes de stations de base distribuées peuvent partager les unités de bande de base avec différentes unités radio distantes ou antennes montées sur tour, minimisant ainsi les pertes d’équipement de refroidissement et de transmission par le biais de câbles. La localisation intelligente du site peut également entraîner une diminution de la consommation d’énergie, car la localisation et le nombre d’antennes requises sont fortement corrélés à la consommation énergétique du réseau.

### Les centres de données (calcul)

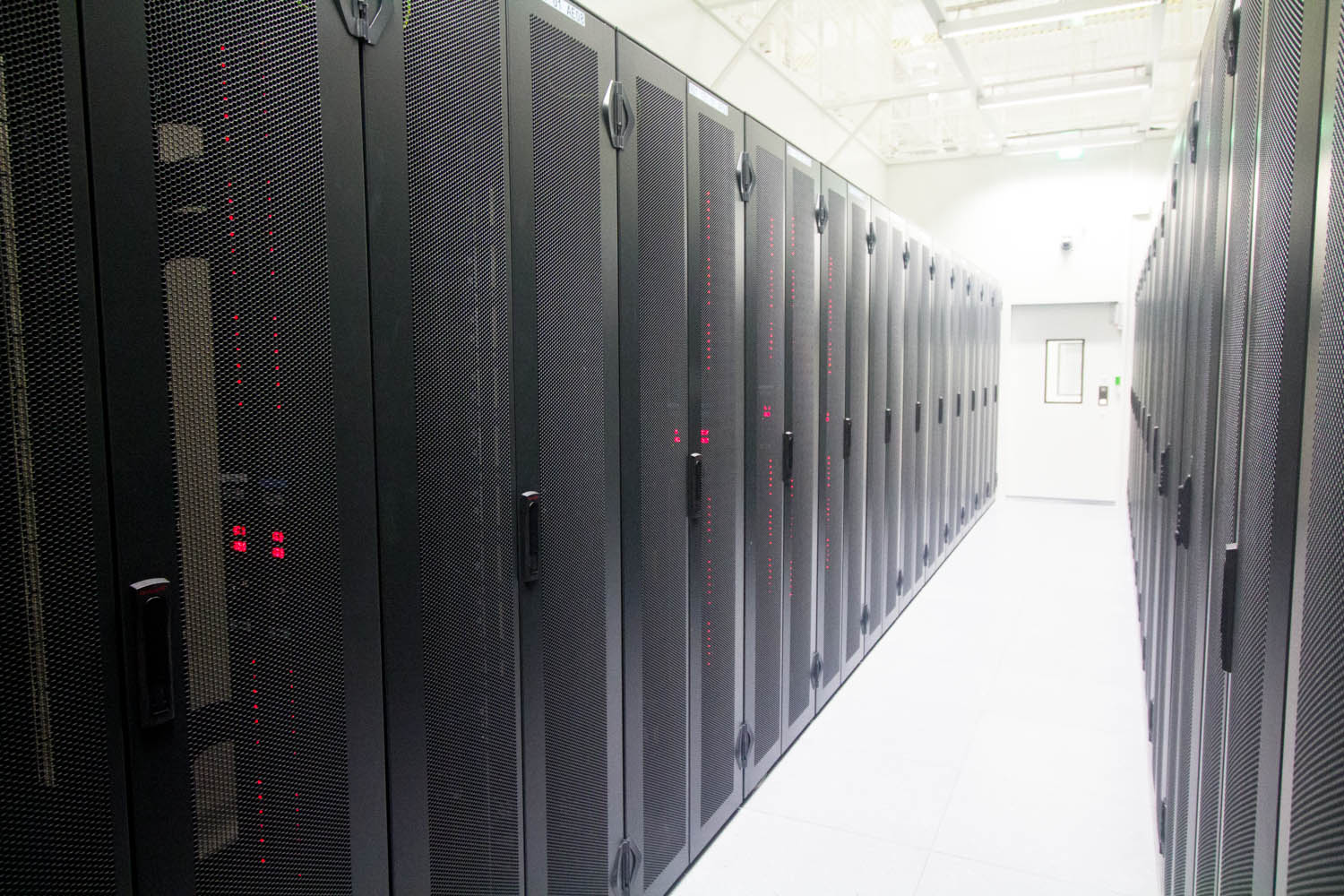
Le centre de données de Cloudwatt à Val-de-Reuil

Ces énormes infrastructures informatiques consomment de grandes quantités d’énergie et leur consommation totale d’énergie est estimée à 2 % de la consommation mondiale. En outre, de nombreux centres de données utilisaient une conception en boucle, avec une température moyenne de 10 °C à 15 °C et des capteurs de surveillance de la charge pour les installations de refroidissement. Les investissements dans les solutions énergétiques et les services de centres de données devraient passer de 16,60 milliards en 2015 à 26,33 milliards d’ici fin 2020, avec un taux de croissance annuel composé de 9,67 %. La consommation d’énergie des centres de données augmente d’environ 7 % par an, ce qui se traduit par une forte émissions de carbone. La mise hors service des serveurs inutilisés entraîne une économie d’énergie de 50 %. La virtualisation permet d’extraire des serveurs physiques dans une installation de centre de données, ainsi que des périphériques et équipements de stockage, de réseau et autres infrastructures. La consolidation combine des charges de travail de différentes machines dans un plus petit nombre de systèmes lorsque les serveurs sont sous-utilisés et consomment plus d’énergie.
La consommation électrique globale d’un centre de calcul est liée à la consommation électrique de chaque unité cumulée. Afin que la croissance de cette consommation ne soit pas proportionnelle à l’augmentation du nombre de sites et d’équipements les composants, l’optimisation du moindre facteur énergétique est en constante étude. L’efficacité de chaque partie composant un centre de données est importante et une prise de recul est nécessaire pour obtenir une optimisation de la conception globale.
Suivant certaines de ces meilleures pratiques, ces centres de données ont amélioré de 10 à 20 % leur consommation d’énergie :
- une conception efficace
- une optimisation des processus logiciel
- une optimisation des équipements matériels
- une alimentation via des énergies renouvelables
- une réutilisation de la chaleur résiduelle
- une intégration dans les villes intelligentes

La puissance d’entrée est divisée en deux circuits électriques, un en série, pour alimenter les bandeaux de multiprises des baies informatiques, et un en parallèle, pour alimenter les systèmes de refroidissement.
Au niveau du bandeau électrique, de grandes pertes sont dues aux conversions de courant alternatif/continu/alternatif sous forme de dissipation thermique pour la distribution de l’électricité entre les onduleurs ASI/UPS et les unités d’alimentation PDU. Les UPS typiques présentent un rendement de 80 %.
Le circuit parallèle alimente le système de refroidissement, ce qui est important pour la protection thermique d’un centre de données.
Le système de refroidissement comprend des ventilateurs et des refroidissements liquides. On peut constater que la charge utile du centre de données est associée à un pourcentage de puissance inférieur aux 30 % fournis aux équipements informatiques. Le modèle de consommation d’énergie n’est pas constant dans le temps mais varie en fonction de différents paramètres. Les principaux sont la charge de travail en entrée du centre de données et les caractéristiques environnementales environnantes.
Les équipements informatiques présentent des pertes non constantes et une efficacité énergétique variable qui dépendent de la charge de travail des entrées. Les pertes d’énergie sont principalement dues aux unités d’alimentation (onduleurs, transformateurs, etc.) qui fonctionnent à leur capacité de charge maximale, aux onduleurs surdimensionnés pour les besoins de charge réelle, afin d’éviter de fonctionner au seuil de leur capacité à pouvoir fournir un flux d’air froid sur de longues périodes, blocages entre les climatiseurs et les équipements, pas de virtualisation ni de consolidation, pas de gestion et de surveillance de l’énergie, utilisation de serveurs informatiques non proportionnels à l’énergie et, enfin, surdimensionnement du centre de données.
La gestion énergétique des centres de calcul  est cruciale dans l’évolution écologique des architectures réseaux qui tendent vers la virtualisation, orientation de la 5G.

## Optimisation des terminaux utilisateurs en 5G

### Sleeping Mode économie de batterie
L'efficacité énergétique ne se cantonne pas uniquement à l'optimisation des antennes et autres stations de base. Cela concerne aussi la partie utilisateur et leurs terminaux mobiles.
L'équipement utilisateur peut émettre un signal de réveil vers la station de base. Elle peut être implémentée de plusieurs façons :
- L'équipement utilisateur peut émettre des signaux de réveil périodiques en continu, de sorte que toutes les petites cellules s'activent lorsqu'il s'en approche. Cela signifie que la couverture fournie par les petites cellules « suit » le terminal utilisateur lorsqu'il se déplace et garantit une couverture de cellules chaque fois que cela est possible. Un inconvénient tout de même, cette mise en œuvre réduit l'efficacité énergétique, car les petites cellules passeraient plus de temps dans l’état actif à écouter de manière soutenue les signaux de réveil, ce qui à pour conséquence directe de faire augmenter la consommation de batterie de l'utilisateur en raison d'émissions périodiques.
- L'équipement utilisateur peut aussi ne diffuser des signaux de réveil qu'à la demande, par exemple en l'absence d'une couverture macrocellulaire suffisante ou pour des besoins en débit de données plus élevés. Dans une telle situation, l'équipement utilisateur peut émettre des signaux pour tenter de réveiller toutes les petites cellules à portée. L'approche à la demande peut générer de meilleures économies d'énergie, car la petite cellule peut être dans l'état de veille plus souvent et ne passe à l'état active que lorsque cela est nécessaire. Le terminal utilisateur fait également des économies d'énergie.

En mode veille la station de base n'émet ni ne reçoit rien, mais écoute le trafic utilisateur entrant. Lorsqu'un utilisateur demande un service pendant cette période d'inactivité il faut que sa demande soit conservée dans une mémoire tampon jusqu'à la réactivation de la station de base. La durée de la mise en mémoire tampon dépend de la profondeur de l'état de veille: plus la veille est profonde, plus la station de base met longtemps à se réveiller. Cela dépend également de l'état de la station de base pendant la période d'inactivité: lorsque la demande de service de l'utilisateur survient pendant la pente de désactivation, cet utilisateur devra attendre que les composants correspondant au module de gestion actuel aient terminé leur désactivation, puis se soient réactivés. Si cette demande survient pendant la période de veille, l'utilisateur doit être mis en mémoire tampon pour une durée égale au délai d'activation nécessaire pour se réveiller à partir du mode veille en cours. La demande de service peut également survenir pendant l'activation de la station de base; dans ce cas, l'utilisateur doit attendre le temps restant pour que l'activation soit servie.
Il est possible de combiner plusieurs optimisations de veille pour augmenter l'efficacité énergétique des terminaux utilisateur.
Par exemple, le mode veille à l'aide d'une structure de trame :
- Ce mode de fonctionnement consiste à rajouter une trame entre celle du contrôle d'information et celle de la donnée. Cette trame indique quand la transmission de la donnée va se faire et de ce fait, le terminal va pouvoir se mettre en sommeil en attendant la transmission. Le terminal en 5G pourra appliquer un micro sommeil de 12 symboles sur 14, alors que la LTE permet un micro sommeil de 8 symboles sur 14. L'estimation d'énergie consommée est la suivante : 10mJ pour la LTE contre 8mJ pour la 5G.
- Une autre optimisation possible est la réutilisation (venant de la 4G) de la réception discontinue (DRX). Le mode DRX est basé sur la latence de négociation et la complexité de la planification du réseau pour des périodes d'inactivité prolongées afin d'obtenir une veille à faible consommation d'énergie.

Avec l'augmentation de consommation de vidéos par les utilisateurs, DRX est particulièrement important. Du point de vue de la vie de la batterie, le streaming et la voix peut être efficacement combiné à l’utilisation de DRX. En effet de courtes périodes actif / inactif de 20 ms et des périodes plus longues allant jusqu’à 60 s ont été constatées. DRX doit encore évoluer pour prendre en compte les applications en cours d’exécution et du type de trafic qu'il s'attend à générer. Cela augmentera la signalisation, mais aidera également à optimiser les paramètres DRX et réduira ainsi la consommation d'énergie et la latence.
- Prise en charge du trafic apériodique et à faible temps de latence en 5G. D'autres applications, telles que les capteurs qui sont interrogés de manière apériodique par un utilisateur ou une machine, devront accepter une latence plus longue ou une durée de vie de la batterie plus courte. Si la période DRX est trop longue, le temps d'attente entre la survenue d'un événement côté réseau et le moment où le terminal mobile est planifié peut faire que les données sont incorrectes. si la période DRX est trop courte, le terminal mobile peut souvent s'allumer sans recevoir de signal de planification. Cela réduit la latence, mais nuit à la vie de la batterie. Pour assurer à la fois une longue durée de vie de la batterie et une faible latence en liaison descendante le concept WuRx est introduit dans les petites cellules 5G. L'idée est d'éteindre le récepteur principal pendant que le WuRx à faible puissance balaie un canal prédéfini pour les signaux de réveil entrants. Si un tel signal est détecté, le WuRx interrompt le récepteur principal, qui se met ensuite sous tension et reçoit le signal de radiomessagerie normal conformément à la norme[30].

En adaptant ces modes de sommeil il est estimé une plus longue autonomie de batterie, entre 20 et 90% par rapport au LTE, en fonction du type de trafic et des besoins de l'utilisateur.

### D2D communications directes

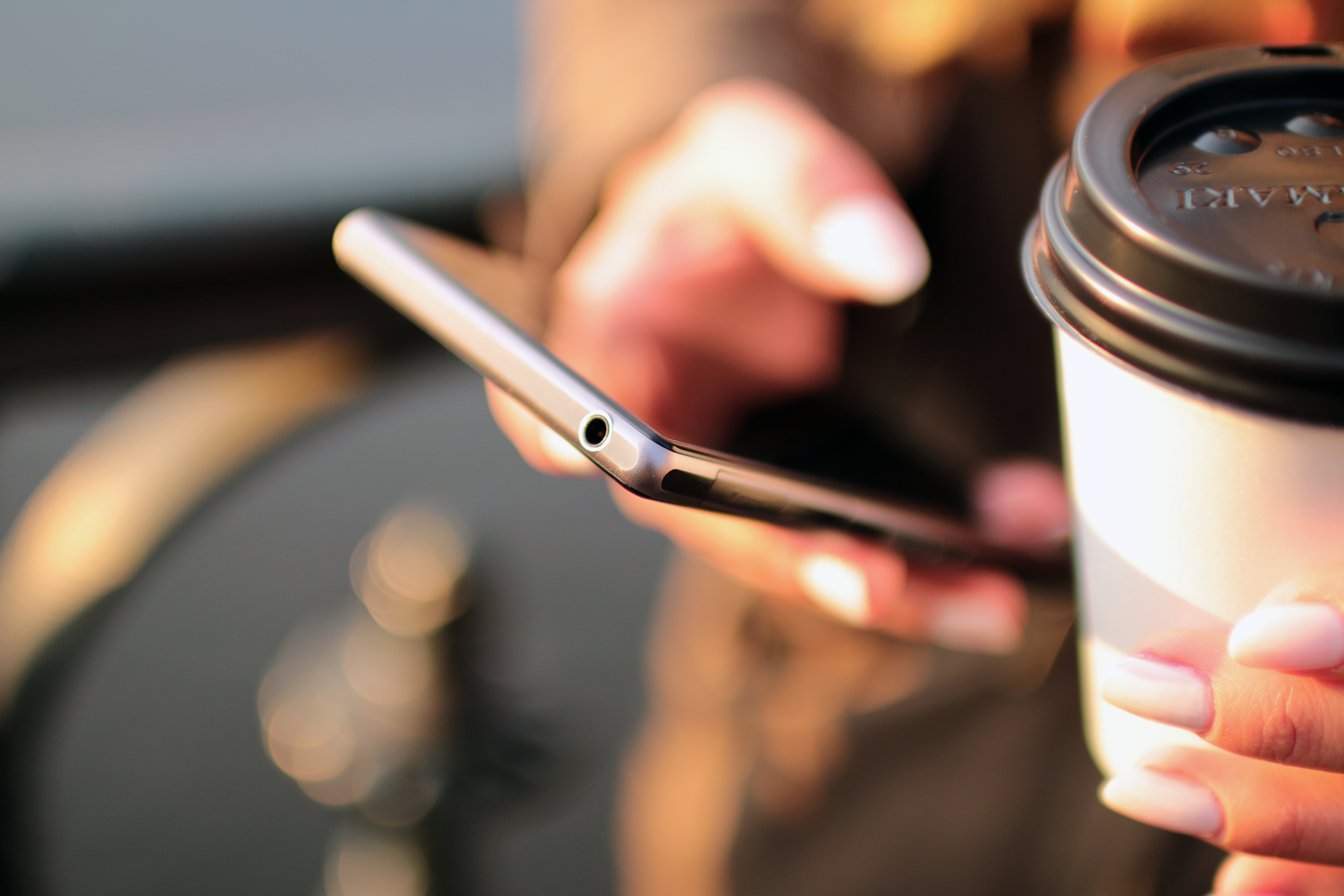
Smartphone, communication directe

À la différence des talkies‑walkies, dans un réseau mobile conventionnel, les terminaux utilisateurs ne peuvent pas directement communiquer sans passer par le réseau mobile opérateur local. Un service mobile français de push‑to‑talk, avec l’option Talk Now chez Orange qui a été expérimenté entre 2004 et 2006. Mais les utilisateurs n’ont pas adhéré, il a été abandonné.
Avec l’arrivée de la 5G, et la recherche d’amélioration de la consommation énergétique, cet usage est à nouveau à l’étude. Cette fois de manière transparente pour l’utilisateur, le D2D, également nommée LTE‑D.
Les communications directes entre terminaux se réfèrent au scénario dans lequel plusieurs dispositifs colocalisés (ou proches) peuvent communiquer directement en utilisant une fréquence cellulaire et être mandatés par la BS. Les techniques D2D ont un impact profond sur l’efficacité énergétique du système, car la transmission directe entre périphériques proches peut se réaliser avec une puissance d’émission beaucoup plus faible que celle requise pour la communication via une BS pouvant être éloignée.
Elles constituent une stratégie de déchargement important du réseau, car elles permettent de libérer des ressources au niveau de la BS qui, grâce à une gestion appropriée des Interférences, peuvent être utilisées pour prendre en charge d’autres utilisateurs.
En formulant un problème de programmation linéaire en nombres entiers mixtes qui minimise la consommation d’énergie pour la transmission de données des BS cellulaires aux dispositifs de l’utilisateur final par tout moyen de transmission possible, une limite inférieure de performance théorique de la consommation d’énergie du système est obtenue, montrant les économies d’énergie accordées par communications D2D.
L’objectif est de trouver les niveaux de puissance de transmission optimaux pour optimiser l’efficacité énergétique du système en respectant les rapports signal sur brouillage/bruit (SINR) requis et les contraintes de puissance de transmission.
Pour résoudre ce problème d’optimisation, une approche basée sur la théorie des jeux est utilisée et une méthode de bissection‑alternative itérative moins complexe est proposée. Selon les simulations effectuées, les chercheurs ont constaté que le schéma full‑duplex avec suppression passive (PS) peut être plus performant que le mode semi‑duplex en termes d’efficacité énergétique, en particulier à court terme, distances entre les appareils de l’utilisateur. De plus, le mode de communication avec suppression passive et annulation numérique (PSDC) en duplex intégral est plus économe en énergie que le mode duplex intégral en PS simple. Les résultats expérimentaux montrent que, grâce aux techniques plus avancées d’atténuation de l’auto‑ingérence du PSDC, le mode D2D en duplex intégral peut augmenter de 36 % l’efficacité énergétique par rapport au mode D2D en semi‑duplex avec une courte distance de la paire d’appareils.
D’autres études sont également en cours dans ce domaine :
- Les communications par la lumière, FSO ou également VLC, également connu sous le nom de LiFi ou de communication optique sans fil OWC. Ces technologies peuvent servir aux communications intérieures dans les futurs systèmes sans fil. Bien qu’elles soient fondamentalement des technologies à courte portée, elles présentent certains avantages remarquables, tels que leur efficacité énergétique très élevée, la disponibilité de grandes largeurs de bande, et sa capacité à prendre en charge des débits importants.

L’utilisation du spectre de la lumière visible pour la communication de données est possible grâce à des diodes électroluminescentes LED peu coûteuses et disponibles dans le commerce. Des LED individuelles peuvent être modulées à très grande vitesse. Des tests ont permis d’atteindre un débit de 3,5 Gbit sur une distance de 2 m, ainsi que de 1,1 Gbit à une distance de 10 m, dans les deux cas avec seulement une puissance de sortie optique totale de 5 mW.
- L’informatique mobile de périphérie (MEC[35]) est un paradigme prometteur pour fournir des capacités d’informatique en nuage à proximité des appareils mobiles dans les réseaux de cinquième génération (5G). Les communications VoWiFi font déjà partie des solutions existantes de virtualisation d’accès mobile de proximité intérieure/extérieure des bâtiments via les réseaux des box internet Wi-Fi existantes. Cela permettra de diminuer la puissance d’émission des antennes extérieures en raison de leur déploiement progressif, de l’usage des utilisateurs et ainsi réduire leurs consommations énergétiques.

## Comparaison entre générations
Actuellement, l’efficacité énergétique est devenue une question de première importance pour les réseaux sans fil. En effet les exigences demandent une capacité accrue, un débit amélioré et une meilleure qualité de service des réseaux de prochaine génération. Pour ce faire, il est nécessaire d’adopter des architectures écoénergétique afin de réduire l’empreinte carbone des réseaux sans fil. Nous allons voir l'évolution de l'efficacité énergétique qui nous amènera à l'optimisation des réseaux 5G à venir,.
| Technologie | Méthode d'optimisation énergétique                                                                                   |
| ----------- | --- |
| 1G          | Après le radiocom 2000 vient la norme NMT-F                                                                          |
| 2G          | Mode veille (Sleep mode) des Stations de base et faible puissance du signal radio                                    |
| 3G          | Mode veille (Sleep mode) des Stations de base                                                                        |
| 4G          | Utilisation de la technologie OFDMA et économie d'énergie des stations de base. Utilisation de plus petites cellules |

### Le réseau 1G: les débuts
La 1G marquait le passage des réseaux filaires au réseau sans fil. L'efficacité énergétique n'était pas la priorité de cette technologie, elle marquait le début des interconnexions sans fils. Cela a commencé en France par le radiocom 2000 puis évolué vers une technologie NMT-F plus performante permettant la connexion de plus d'abonnés. Les premiers téléphones mobiles étaient souvent embarqués dans des véhicules utilisant la batterie de ce dernier.

### Le réseau 2G: GSM GPRS/EDGE
Environ 10 ans après, les premiers systèmes cellulaires numériques arrivèrent, c'est le système de deuxième génération (2G).
Cette fois-ci l'efficacité énergétique est abordée au travers de la norme GSM 1800/1900, avec l'introduction des premiers « sleeping mode » des stations de base et des ondes radio de faible puissance par rapport à la 1G.

### Le réseau 3G: WCDMA - UMTS
Fin des années 2000 arrive la 3e génération des réseaux mobiles. Comme pour les générations précédentes, on augmente le débit et la qualité de service. Pour ce faire, le standard GSM évolue vers le wideband CDMA qui permet de partager des canaux de transmission.
Côté efficacité énergétique, la 3G nécessite de la part des terminaux mobiles plus de puissance qu'en 2G.

### Le réseau 4G: LTE-A
La 4G  arrive environ la moitié d’une décennie plus tard que la 3G. Le standard évolue pour plus de débit notamment avec OFDMA et son multiplexage avancé. L’architecture de la 4G permet également une plus grande couverture, ce qui permet que le réseau soit plus économe en énergie. Cependant, un inconvénient majeur de la 4G est l’utilisation de signaux de référence spécifiques à une cellule (CRS) qui réduisent l’efficacité énergétique du réseau. Par la suite, le critère d’efficacité énergétique deviendra plus important et des études montreront que ces signaux de référence peuvent être eux aussi optimisés.

#### Efficacité énergétique
- (en) S. de la Rue du Can, J. Sathaye, L. Price et M A. McNeil, « Energy Efficiency Measurement », Ernest Orlando Lawrence Berkeley National Laboratory, mai 2010, p. 7
- (en) A. SORSANIEMI, « 5G and Energy Efficiency », Future Connectivity Systems" DG CONNECT, EC, novembre 2017, p. 3
- (en) George Koutitas et Panagiotis Demestichas, « A Review of Energy Efficiency in Telecommunication Networks », Telfor Journal, vol. 2, no 1,‎ 2010 (lire en ligne)
- (en) Konstantinos Demestichas, Evgenia Adamopoulou et Michał Choraś, « 5G Communications: Energy Efficiency », Mobile Information System, 2017, p. 3
- (en) Rupendra Nath Mitra et Dharma P. Agrawal, « 5G mobile technology: A survey », ICT Express, vol. 1, no 3,‎ décembre 2015, p. 132-137 (DOI 10.1016/j.icte.2016.01.003)
- (en) Aarne Mämmelä, « Energy efficiency in 5G networks », IFIP Networking 2015, mai 2015
- (en) Safdar Rizvi, Muhammad Taha Jilani, Nasrullah Armi, Ghulam Muhammad, Shujaat H. Butt et Asif Aziz, « An investigation of energy efficiency in 5G wireless networks », 2017 International Conference on Circuits, System and Simulation (ICCSS),‎ juillet 2017 (DOI 10.1109/CIRSYSSIM.2017.8023199)
- (en) M G. Patterson, « What is energy efficiency?: Concepts, indicators and methodological issues », Energy Policy,‎ juillet 1999, p. 377-390 (DOI 10.1016/0301-4215(96)00017-1)

### Les antennes et les stations de base
- (en) S. Buzzi, C. I, T. Klein, V. Poor, C. Yang et A. Zappone, « A Survey of Energy-Efficient Techniques for 5G Networks and Challenges Ahead », IEEE Journal on Selected Areas in Communications, vol. 34, no 4,‎ avril 2016, p. 697-709 (ISSN 0733-8716, DOI 10.1109/JSAC.2016.2550338)
- (en) E G. Larsson et L. Van der Perre, « Massive MIMO for 5G », IEEE 5G Tech Focus, vol. 1, no 1,‎ mars 2017 (lire en ligne)
- (en) X. Ge, J. Yang, H. Gharavi et Y. Sun, « Energy Efficiency Challenges of 5G Small Cell Networks », IEEE Communications Magazine, vol. 55, no 5,‎ mai 2017, p. 184 - 191 (ISSN 1558-1896, DOI 10.1109/MCOM.2017.1600788)
- (en) E. Björnson, L. Sanguinetti, J. Hoydis et M. Debbah, « Optimal Design of Energy-Efficient Multi-User MIMO Systems: Is Massive MIMO the Answer? », EEE Transactions on Wireless Communications, vol. 14, no 6,‎ février 2015, p. 3059 - 3075 (ISSN 1558-2248, DOI 10.1109/TWC.2015.2400437)
- (en) D. Ha, K. Lee et J. Kang, « Energy efficiency analysis with circuit power consumption in massive MIMO systems », 2013 IEEE 24th Annual International Symposium on Personal, Indoor, and Mobile Radio Communications (PIMRC),‎ septembre 2013, p. 1 (ISSN 2166-9589, DOI 10.1109/PIMRC.2013.6666272)
- (en) T L. Marzetta, E G. Larson, H. Yang et H. Quoc Ngo, Fundamentals of Massive MIMO, novembre 2016, 1 - 225 p. (ISBN 9781316799895, DOI 10.1017/CBO9781316799895)
- (en) M. Feng, S. Mao et T. Jiang, « Base Station ON-OFF Switching in 5G Wireless Networks: Approaches and Challenges », IEEE Wireless Communications, 2017,‎ mai 2017 (DOI 10.1109/MWC.2017.1600353)
- (en) J. Gong, J S. Thompson, S. Zhou et Z. Niu, « Base Station Sleeping and Resource Allocation in Renewable Energy Powered Cellular Networks », IEEE Transactions on Communications, vol. 62, no 11,‎ novembre 2014 (ISSN 1558-0857, DOI 10.1109/TCOMM.2014.2359883)
- (en) C. Liu, B. Natarajan et H. Xia, « Small Cell Base Station Sleep Strategies for Energy Efficiency », IEEE Transactions on Vehicular Technology, vol. 65, no 3,‎ mars 2015, p. 1652 - 1661 (ISSN 1939-9359, DOI 10.1109/TVT.2015.2413382)
- (en) J. Wu, Y. Zhang, M. Zukerman et E. Kai-Ning Yung, « Energy-Efficient Base-Stations Sleep-Mode Techniques in Green Cellular Networks: A Survey », IEEE Communications Surveys & Tutorials, vol. 17, no 2,‎ février 2015, p. 803 - 826 (ISSN 1553-877X, DOI 10.1109/COMST.2015.2403395)
- (en) E. Björnson, J. Hoydis, M. Kountouris et M. Debbah, « Massive MIMO Systems With Non-Ideal Hardware: Energy Efficiency, Estimation, and Capacity Limits », IEEE Transactions on Information Theory,‎ septembre 2014, p. 7112 - 7139 (ISSN 1557-9654, DOI 10.1109/TIT.2014.2354403)
- (en) E. Dexter, « The 5G Dilemma: More Base Stations, More Antennas—Less Energy? », IEEE Spectrum, 2018

- (en) « 5G Explained - How 5G Works », EMF Explained 2.0
- (en) C. Gorman et K. Clark, « Everything You Need to Know About 5G », IEEE Spectrum
- (en) D. Qiao, Y. Wu et Y. Chen, « Massive MIMO architecture for 5G networks: Co-located, or distributed? », 2014 11th International Symposium on Wireless Communications Systems (ISWCS),‎ août 2014 (ISBN 978-1-4799-5863-4, DOI 10.1109/ISWCS.2014.6933345)

#### Hardware réseau
- (en) Sudhir K. Routray, Mahesh K. Jha, Laxmi Sharma, Sutapa Sarkar, Abhishek Javali Javali et Richa Tengshe, « Energy Consumption Aspects of 5G Waveforms », 2018 International Conference on Wireless Communications, Signal Processing and Networking (WiSPNET),‎ mars 2018 (DOI 10.1109/WiSPNET.2018.8538674)
- (en) Afef Bohli et Ridha Bouallegue, « A New Sensing Strategy for 5G Mobile Networks: Towards Spectral and Energy Efficiency Trade off », 2016 IEEE 30th International Conference on Advanced Information Networking and Applications (AINA),‎ mars 2016 (DOI 10.1109/AINA.2016.11)
- (en) Jingon Joung, Chin Keong Ho, Koichi Adachi et Sumei Sun, « A Survey on Power-Amplifier-Centric Techniques for Spectrum- and Energy-Efficient Wireless Communications », IEEE Communications Surveys & Tutorials, vol. 14, no 1,‎ août 2014, p. 315 - 333 (DOI 10.1109/COMST.2014.2350018)

#### Centres de calcul
- (en) Jyrki Huusko, Hermann de Meer, Sonja Klingert et Andrey Somov (Eds.), « Energy Efficient Data Centers, First International Workshop », Springer Heidelberg Dordrecht London NewYork, mai 2012 (DOI 10.1007/978-3-642-33645-4)
- (en) Sonja Klingert, Xavier Hesselbach-Serra, Maria Perez Ortega et Giovanni Giuliani (Eds.), « Energy Efficient Data Centers, Second International Workshop », Springer Heidelberg Dordrecht London NewYork, mai 2013 (DOI 10.1007/978-3-642-55149-9)
- (en) Sonja Klingert, Marta Chinnici et Maria Perez Ortega, « Energy Efficient Data Centers, Third International Workshop », Springer Heidelberg Dordrecht London NewYork, juin 2014 (DOI 10.1007/978-3-319-15786-3)
- (en) V. Dinesh Reddy, Brian Setz, G. Subrahmanya V.R.K. Rao, G.R. Gangadharan et Marco Aiello, « Best Practices for Sustainable Datacenters », IT Professional, vol. 20, no 5,‎ septembre/octobre 2018, p. 57 - 67 (DOI 10.1109/MITP.2018.053891338)
- (en) Dario Sabella, Antonio de Domenico de Domenico, Efstathios Katranaras, Muhammad Ali Imran, Marco di Girolamo, Umer Salim, Massinissa Lalam, Konstantinos Samdanis et Andreas Maeder, « Energy Efficiency Benefits of RAN-as-a-Service Concept for a Cloud-Based 5G Mobile Network Infrastructure », IEEE Access, vol. 2,‎ décembre 2014, p. 1586 - 1597 (DOI 10.1109/ACCESS.2014.2381215)

#### Sleeping mode
- (en) M. Lauridsen, G. Berardinelli, F. Frederiksen et P. Mogensen, « Sleep Modes for Enhanced Battery Life of 5G Mobile Terminals », IEEE Xplore Digital Library,‎ mai 2016, p. 2-4 (ISBN 978-1-5090-1698-3, DOI 10.1109/VTCSpring.2016.7504476)
- (en) M. Lauridsen, « Studies on Mobile Terminal Energy Consumption for LTE and Future 5G », Department of Electronic Systems, Aalborg University,‎ avril 2015, p. 109-134 (ISBN 978-87-7152-054-5, lire en ligne)
- (en) C. Bouras et G. Diles, « Energy efficiency in sleep mode for 5G femtocells », 2017 Wireless Days,‎ mars 2017, ???? (ISBN 978-1-5090-5856-3, DOI 10.1109/WD.2017.7918130)
- (en) F E. Salem, A. Gati, Z. Altman et T. Chahed, « Advanced Sleep Modes and Their Impact on Flow-Level Performance of 5G Networks », 2017 IEEE 86th Vehicular Technology Conference (VTC-Fall),‎ septembre 2017, p. 2 (ISBN 978-1-5090-5935-5, DOI 10.1109/VTCFall.2017.8288125)
- (en) I. Ashraf, F. Boccardi et L. Ho, « SLEEP mode techniques for small cell deployments », IEEE Communications Magazine, vol. 49, no 8,‎ août 2011, p. 72 - 79 (ISSN 1558-1896, DOI 10.1109/MCOM.2011.5978418)

#### Communications D2D
- Muriel Drouineau, « Qu’est ce que le "Push-to-talk" ? », CNET.fr, août 2006
- La Rédaction, « La 5G : comprendre la prochaine génération des réseaux télécoms », #DIGITALSNCF, juillet 2018
- (en) Chengcheng Yang, « How D2D communication influences energy efficiency of small cell network with sleep scheme », 2014 IEEE 25th Annual International Symposium on Personal, Indoor, and Mobile Radio Communication (PIMRC),‎ septembre 2014 (DOI 10.1109/PIMRC.2014.7136440)
- (en) Tuong Duc Hoang, Long Bao Le et Tho Le-Ngoc, « Radio ressource management for optimizing energy efficiency of D2D communications in cellular networks », 2015 IEEE 26th Annual International Symposium on Personal, Indoor, and Mobile Radio Communications (PIMRC),‎ septembre 2015 (DOI 10.1109/PIMRC.2015.7343479)
- (en) M. N. Tehrani, M. Uysal et H. Yanikomeroglu, « Device-to-device communication in 5G cellular networks: challenges, solutions, and future directions », IEEE Communications Magazine, vol. 52, no 5,‎ mai 2014, p. 86–92 (DOI 10.1109/MCOM.2014.6815897)
- (en) Mobile-edge Computing (MEC) industry initiative, « Mobile-Edge Computing », Mobile-Edge Computing – Introductory Technical White Paper, septembre 2014

#### Historique réseaux mobile
- (en) Akshita Abrol et Rakesh Kumar Jha, « Power Optimization in 5G Networks: A Step Towards GrEEn Communication », IEEE Access, vol. 4,‎ avril 2016, p. 1355 - 1374 (ISSN 2169-3536, DOI 10.1109/ACCESS.2016.2549641)
- (en) D. Dragomir et C G. Gheorghe, « Energy efficiency for 5G mobile communications », 2016, p. 10
- (en) L.B. Milstein, « 5G mobile technology: A survey », IEEE Journal on Selected Areas in Communications, vol. 18, no 8,‎ août 2000, p. 1344 - 1354 (ISSN 1558-0008, DOI 10.1109/49.864000)
- (en) S W. Peters, A Y. Panah, K T. Truong et R W. HeathJr, « Relay Architectures for 3GPP LTE-Advanced », EURASIP Journal on Wireless Communications and Networking 2009,‎ 2009 (DOI 10.1155/2009/618787)
- (en) H. Koorapaty, J-F. Cheng, J-C. Guey et S. Grant, « Reference Signals for Improved Energy Efficiency in LTE », 2013 IEEE 78th Vehicular Technology Conference (VTC Fall),‎ septembre 2013 (ISSN 1090-3038, DOI 10.1109/VTCFall.2013.6692389)

- (en) V. Lomba, « L'histoire du téléphone portable », 2005, p. 2